# Кајова-таноански језици
Кајова-таноански језици познати и по имену таноански језици су породица језика којима се говори у државама САД: Њу Мексико, Аризона, Канзас, Оклахома и Тексас. 
Тивански (таошански, пикуришански и јужни тивански), тевански и товански су били први језици којима је дато заједничко име таноански. Овим језицима се говори у пуеблима Њу Мексика, али је тевански у употреби и у пуеблу Хано у Аризони. Кајованским се највише говори у југозападној Оклахоми.

## Језици
Кајова-таноанска породица језика се састоји од 4 гране у којима се налази 7 живих језика и 1 изумрли језик:
- I) 1) Кајовански
- II) 2) Тивански се могу поделити у 3 групе:

- Северни тивански језици:

- 3) Таошански
- 4) Пикуришански

- 5) Јужни тивански
- 8) Пироански (изумрли језик)

- III) 6) Тевански (или таноански)
- IV) 7) Товански (или јемезијски)

Могуће је да су кајовански и товански ближе повезани један са другим него са остала два језика, исто важи и за тивански и тевански.
Непостоје прецизни подаци о томе колики број људи данас употребљава кајовански језик (у југозападној Оклахоми), по процени организације „Интерчрајб`л В`рдпатх Сосај`ти” („Intertribal Wordpath Society”) број људи који је говорио течно кајовански језик 2006. био је 400. Таошанским језиком је 2007. говорило 1.000 у пуеблу Таос. Пикуришанским језиком је 2007. говорило само 70 људи у пуеблу Пикурис. Јужним тиванским језиком (дијалекти: ислета и сандиа) је говорило 1.700 претежно одраслих људи (мали број деце учи језик) у пуеблима Ислета, Сандиа и Ислета дел Сур у Њу Мексику. 
Теванским језиком (дијалекти: оуки винги, сан илефонсо, санта клара, тесуки, намбе, поваки и хано) је 2007. говорило 1.500 људи у пуеблима Оуки Винги, Сан Илефонсо, Санта Клара, Тесуки, Намбе, Поваки и Хано у долини реке Рио Гранде у Њу Мексику северно од Санта Феа и у Аризони у пуеблу Хано. Тованским језик (или јемезијским) је 2007. говорило 1.800 људи у пуеблу Јемез у америчкој држави Њу Мексико.

## Име
Таноанска породица је дуго сматрана за велику језичку породицу Пуебло Индијанаца, која се састојала од тиванског, теванског и тованског језика. Укључење кајованског језика у породицу је у почетку сматрано за контроверзно. Некада номадски народ са Великих Равница, Кајове су културолошки прилично удаљени од Пуебло Индијанаца: Тиванаца, Теванаца и Тованаца. Ипак, данас је прихваћено да би Таноанска породица без кајованског била парафилетска, јер би предак пуебло језика: тиванског, теванског и тованског, истовремено био и предак кајованског језика. Кајовански и товански би могли бити ближи један другом него што су товански са једне стране и тивански и тевански са друге стране. Према томе технички говорећи таноански и кајова-таноански су синоними. Међутим, због културолошке употребе имена таноански, уобичајено је да се експлицитнији термин кајова-таноански употребљава за ову језичку породицу.
Праисторија кајованског народа је мало позната, као и узрок поделе језика из ове породице на две групе Пуебло Индијанце и Преријске Индијанце, које су имале радикално другачији начин живота. 
Не постоји никакво усмено предање код ових народа, које би говорило о времену када су се ови народи раздвојили. Лингвистичка веза је још мистериознија, због чињенице да у сећању Кајова, њихова најстарија прапостојбина које се сећају (Монтана) је удаљенија од територије Пуебло Индијанаца (Њу Мексико и Аризона), него што је то њихова данашња постојбина (Оклахома и Тексас).

## Веза са другим језичким породицама
Кајова-таноански језици са јуто-астечким језицима чине хипотетичку јуто-астечко-таноанску групу језика. Иако није доказана, многи лингвисти верују да је ова хипотеза обећавајућа. 